# Eugenia (novela)
Eugenia es una obra literaria escrita por Eduardo Urzaiz Rodríguez y publicada en 1919 que es considerada la primera novela de ciencia ficción mexicana. Está situada en el siglo XXIII, en la ciudad de Villautopía, que puede reconocerse sin mucha dificultad como Mérida, presentada dentro del texto como la capital de Centroamérica bajo el nombre de Villautopía. En el futuro concebido por el autor son los varones quienes gestan a los hijos, el estado controla los nacimientos a la manera que proponía la eugenesia -de ahí el título- y la humanidad ha alcanzado un punto de paz y armonía total.

## Publicación
La obra fue publicada como una edición de autor (es decir, financiada por el propio Eduardo Urzaiz) en una tirada modesta impresa en los Talleres Gráficos Manzanilla, en 14 de julio de 1919. Según Aaron Dziubinskyj, es la primera novela de ciencia ficción escrita en México, y también la primera en tratar el tema de la eugenesia en ese país. El crítico Gerardo Cruz-Grunerth hace una revisión contemporánea de la obra, la cual sitúa como la primera novela distópica de la literatura mexicana y estudia la novela desde las perspectivas del posthumanismo, el postcolonialismo y el postnacionalismo, así como desde la ficción extractiva y el futurismo postcolapso de la naturaleza.

## Influencias y crítica
La crítica ubica a Eugenia dentro de una tradición que puede remontarse a la República de Platón, el primer texto donde se plantea el control de la natalidad por parte del estado. También acusa influencias de la Utopía de Tomás Moro y de la ciencia ficción que se escribió durante el siglo XIX.
Aaron Dziubinkyj señala que la novela forma parte de una tradición de la ciencia ficción publicada a finales del siglo XIX y principios del XX que trataba el tema de la eugenesia, una práctica por la que abogaba la ciencia de la época. Javier Ordiz, por otra parte, señala sus relaciones con el naturalismo argentino y considera próximo el texto de Urzaiz a En la sangre de Eugenio Cambaceres. 
Gerardo Cruz-Grunerth sostiene en su estudio Eugenia 2218. La visión posthumana de Eduardo Urzaiz, que la obra es visionaria y esto va más allá de crear una aparente utopía literaria, por lo que considera que la novela es distópica. Por ello la sitúa como antecedente de otras distopías, con las que la pone en diálogo, entre ellas: Un mundo feliz (1932), Fahrenheit 451 (1953), de Ray Bradbury, Los hijos del hombre de P. D. James o el filme "GATTACA", dirigido por Andrew Niccol. En tanto que la profesora y crítica Francesca Dennstedt ha abordado las transgresiones de los cuerpos y las representaciones de los géneros en la novela de Urzaiz. Ha sido Buck Kachaluba junto a Dziubinkyj quienes han publicado en 2016 la primera traducción de la novela al inglés, acompañada por un estudio crítico.

## Ediciones
1919. Eugenia (Esbozo novelesco de costumbres futuras). Eduardo Urzaiz. Mérida: Universidad Nacional del Sureste.
1947 y 1976. Eugenia (Esbozo novelesco de costumbres futuras). Eduardo Urzaiz. Mérida: Talleres Gráficos y Editorial Zamná.
2019. Eugenia (Esbozo novelesco de costumbres futuras). Eduardo Urzaiz. Mérida: Universidad Nacional Autónoma de México (UNAM). ISBN 9786073025447
2020. Eugenia. Esbozo novelesco de costumbres futuras. Eduardo Urzaiz Rodríguez. Mérida: Universidad Autónoma de Yucatán . ISBN 9786078527922
Traducción al inglés:
2016. Eugenia A Fictional Sketch of Future Customs. Eduardo Urzaiz Rodríguez. Traductores y editores Buck Kachaluba y Aaron Dziubinskyj. Madison: The University of Wisconsin Press.